# Ускршњи понедељак
Васкршњи понедељак је дан након Васкрса и у многим земљама, као и у Србији се слави као државни празник. Васкршњи понедељак је према византијском обреду први дан Светле недеље, а аналогно према календару западних хришћана, други дан у седмици након Васкрса, будући да им је ускрсна недеља први дан. Васкршњи понедељак се убраја у покретне празнике.
Будући да се Васкрс слави три дана, васкршњи понедељак је други дан славља, и на тај дан се практикују разни обичаји Богослужења на тај дан су иста као и за Васкрс.

## Обичаји
У Србији, претежно у војвођанским селима, се задржао обичај поливања девојака на васкршњи понедељак. Наиме, млади момци обилазе фијакерима или каруцама девојке у селу и са собом воде тамбураше или сами свирају, али носе кантицу или ћуп помоћу којег ће полити девојку. Симболично, поливање водом представља спирање пређашњих девојачких греха, а то такође подсећа и на то како је Исус својим апостолима опрао ноге. Поред тога, сматрало се да што више неки момак полије девојку, значи да је већа шанса да ће је запросити. Након тога, девојка их служи фарбаним јајима, колачима и вином, а понекад заигра с њима и коло.
На васкрсни понедељак се настављају гозбе и весеља, али како је дан раније предвиђен за најужу породицу, овог дана се угошћавају кумови, родбина, пријатељи.
Васкршњи понедељак се у појединим местима зове и побусани понедељак, јер по народном обичају, треба побусати гробове умрлих сродника бусењем зелене траве. Наиме, тај дан је посвећен упокојенима и стога треба отићи на гробље и запалити свећу, уредити гробље, однети фарбана јаја на гроб јер је тај дан посвећен упокојенима.

## Државни празник
Васкршњи понедељак се званично слави као државни празник у доле наведеним земљама. Поред земаља где се тај празник означава по старом, јулијанском календару, означено је да су то источни хришћани, те се код њих у већини случајева дан ускршњег понедељка разликује од истог дана по новом рачунању времена.
| - Албанија (јулијански и грегоријански) - Америчка Девичанска Острва - Ангвила - Андора - Антигва и Барбуда - Аруба - Аустралија - Аустрија - Барбадос - Бахаме - Белгија - Белизе - Бенин - Босна и Херцеговина - Боцвана - Британска Девичанска Острва - Бугарска (источни хришћани) - Буркина Фасо - Вануату - Ватикан - Габон - Гајана - Гамбија - Гана - Гваделуп - Гватемала - Гвинеја - Гибралтар - Гренада - Гренланд - Грузија (источни хришћани) - Грчка (источни хришћани) - Данска - Доминика - Египат (источни хришћани, као Коптска оријентално-православна црква) - Екваторијална Гвинеја - Етиопија - Замбија - Западна Самоа - Зеленортска Острва - Зимбабве | - Иран - Ирска - Исланд - Италија - Јамајка - Јужна Африка - Кајманска Острва - Камерун - Канада - Кенија - Кипар (источни хришћани) - Кирибати - Кукова Острва - Лесото - Летонија - Либан - Литванија - Лихтенштајн - Луксембург - Мадагаскар - Мађарска - Македонија (источни хришћани) - Малави - Мартиник - Молдавија (источни хришћани) - Монако - Монтсерат - Намибија - Науру - Немачка - Нигер - Нигерија - Нијуе - Нова Каледонија - Нови Зеланд - Норвешка - Обала Слоноваче - Острво Мен - Папуа Нова Гвинеја - Пољска - Руанда - Румунија (источни хришћани) | - Русија (источни хришћани) - Сан Марино - Свазиленд - Света Луција - Сејшели - Сенегал - Сен Пјер и Микелон - Сент Винсент и Гренадини - Сент Китс и Невис - Сирија (источни хришћани) - Сједињене Америчке Државе - Словачка - Словенија - Соломонова Острва - Србија (источни хришћани) - Суринам - Танзанија - Тринидад и Тобаго - Тувалу - Туркс и Кајкос - Уганда - Уједињено Краљевство (изузев Шкотске) - Фарска Острва - Финска - Фиџи - Француска - Француска Гвајана - Хаити - Холандија - Холандски Антили - Хондурас - Хонгконг - Хрватска - Централноафричка Република - Црна Гора (источни хришћани) - Чад - Чешка - Швајцарска - Шведска - Шпанија (само у појединим аутономним заједницама на југу и истоку земље) |